# إليونورا دي سيسنيروس
إليونورا دي سيسنيروس (بالإنجليزية: Eleonora de Cisneros) هي مغنية ومغنية أوبرا وممثلة أمريكية، ولدت في 31 أكتوبر 1878 في مانهاتن في الولايات المتحدة، وتوفيت بنفس المكان في 3 فبراير 1934 بسبب سرطان.